# Cephalopholis boenak
Cephalopholis boenak é uma espécie de peixe da família Serranidae.
Pode ser encontrada nos seguintes países: Austrália, Camboja, China, Comores, Hong Kong, Índia, Indonésia, Japão, Quénia, Madagáscar, Malásia, Maldivas, Maurícia, Micronésia, Moçambique, Nova Caledónia, Palau, Papua-Nova Guiné, as Filipinas, Reunião, Seychelles, Singapura, Ilhas Salomão, Sri Lanka, Taiwan, Tanzânia, Tailândia, Vanuatu e Vietname.
Os seus habitats naturais são: recifes de coral.